# Megalybus obesus
Megalybus obesus är en tvåvingeart som beskrevs av Philippi 1865. Megalybus obesus ingår i släktet Megalybus och familjen kulflugor. Inga underarter finns listade i Catalogue of Life.